# Judelin Aveska
Judelin Aveska, né le 21 octobre 1987 à Port-au-Prince, est un footballeur haïtien qui joue pour Independiente Rivadavia en deuxième division d'Argentine.